# Stichija
Stichija, stija – bułgarski demon wodny.
Były to istoty o kształtach kobiecych i bardzo długich włosach. Mieszkały w głębokościach jezior i rzek; wabiły kąpiących się ludzi do siebie i topiły. Stichije owijały swoje włosy około nóg, albo chwytały włosami i oplątywały nieszczęśników. 
W okolicach Bitoli stichiją nazywano demona domowego, który pojawiał się w miejscach, gdzie znajdował się jakiś skarb lub czyiś dobytek. Przypominał wielkiego węża. Stichije nie oddalały się zbytnio od miejsc, których strzegły. Uważało się, że w każdym gospodarstwie znajdowały się stije, chałupy bez stichij uważane były za nieszczęśliwe.